# Komádi
Komádi è una città dell'Ungheria di 6.055 abitanti (dati 2001). È situata nella contea di Hajdú-Bihar.